# Срећна породица — Рале и Маре
Срећна породица — Рале и Маре је српска ТВ серија која се од 24. фебруара 2025. године емитује на телевизији Суперстар 2.

## Радња
Маре упознаје Ралета после развода. Убрзо схватају да су сродне душе.
Одлучују се на заједнички живот, у већем, изнајмљеном стану. Без обзира што Рале Луки и Леи није биолошки отац, они функционишу као права породица и као тим.
Брана и Југослав су њихови стални гости, као и кум Заре, па се може рећи да су они једна велика срећна породица, која пролази кроз разне ситуације, као и свака друга породица.
Поента и порука ове серије је љубав и заједништво без обзира на све ситуације и ситне конфликте и несугласице кроз које пролазе ликови.
Теме и сутуације у овој серији су представљене животно и утемељене на стварном животу креатора серије и публика итекако може да се идентификује са јунацима и њиховим животом.

## Улоге
| Глумац               | Улога             |
| -------------------- | ----------------- |
| Марија Вељковић      | Маре              |
| Растко Јанковић      | Рале              |
| Нада Блам            | Брана             |
| Душко Радовић        | Југослав          |
| Фуад Табучић         | Заре              |
| Ђурађ Миловановић    | Лука              |
| Тиња Дамњановић      | Леа               |
| Аница Лазић          | психолог Даца     |
| Александар Срећковић | полицајац Топлица |
| Ненад Окановић       | полицајац Иван    |
| Тамара Шустић        | инспекторка Марта |
| Ирфан Менсур         | Вава              |
| Милош Ђорђевић       | Богдан            |
| Бојана Грабовац      | Сања              |
| Јасминка Хоџић       | тетка Зора        |
| Бојан Хлишч          | мајстор Жића      |
| Предраг Дамњановић   | поштар Јоца       |
| Јана Ненадовић       | Викторија         |
| Симон Јегоровић      | Давид             |
| Роса Миловановић     | Искра             |
| Димитрије Златановић | Кова              |